# Coppa Italia de 2015–16
A Coppa Italia 2015-2016 (TIM Cup 2015-2016 por razões de patrocínio) foi a 69ª edição do evento. Iniciou-se em 2 de agosto de 2015. A final será pelo nono ano consecutivo no Estádio Olímpico de Roma. Os vencedores se classificarão para a fase de grupos da Liga Europa da UEFA de 2016–17. A Juventus derrotou o Milan por 1-0 na prorrogação com gol de Morata e conquistou o seu décimo primeiro título.

## Regulamento
Os times iniciam a competição a partir de diversas fases diferentes, conforme descrito abaixo:
Primeira fase (uma partida)
Primeira Rodada: 36 equipes da Lega Pro e Série D iniciam a competição;
Segunda Rodada: as 18 equipes vencedoras da Rodada anterior juntam-se a 22 equipes da Série B;
Terceira Rodada: os 20 vencedores da segunda rodada se confrontam com 12 equipes da Série A;
Quarta Rodada: os 16 vencedores da rodada anterior disputam esta rodada e, os vencedores, seguem para a segunda fase da competição.
Segunda Fase
Oitavas de Final (uma partida): os 8 vencedores da quarta rodada, se juntam aos clubes da Série A;
Quartas de Finais (uma partida)
Semi finais (Duas partidas)
A Final será disputada no Estádio Olímpico de Roma em Roma.

## Participantes
Série A (20 times)
| - Atalanta - Palermo - Carpi - Empoli - Chievo | - Fiorentina - Genoa - Internazionale - Juventus - Lazio | - Milan - Napoli - Hellas Verona - Frosinone - Bologna | - Roma - Sampdoria - Sassuolo - Torino - Udinese |

Série B (22 times)
| - Avellino - Como - Livorno - Novara - Crotone | - Salernitana - Latina - Virtus Entella - Pescara - Cagliari - Modena | - Perugia - Pro Vercelli - Cesena - Bari - Trapani - Spezia | - Ternana - Teramo - Vicenza - Virtus Lanciano - Catania |

Lega Pro (27 times)
| - Juve Stabia - Alessandria - FeralpiSalò - S.P.A.L. - Benevento - Casertana - L'Aquila | - Lecce - Bassano Virtus - Cremonese - Matera - Foggia - Ascoli - Cittadella - Cosenza | - Ancona - Reggiana - Pisa - Brescia - Pavia - Arezzo - Lucchese | - Südtirol-Alto Adige - Tuttocuoio - Pontedera - Catanzaro - Melfi |

LND - Série D (9 teams)
| - Poggibonsi - Viterbese - Potenza - Sestri Levante - Lecco | - Delta Rovigo - Rende - Fano - Alto Vicentino |

## Primeira fase

### Primeira rodada
Um total de 36 equipes da Lega Pro e Serie D competiram nessa rodada. Os jogos foram disputados em 2 de agosto de 2015.
| Equipe 1       | Resultado  | Equipe 2            |
| -------------- | ---------- | ------------------- |
| L'Aquila       | 2–0        | Arezzo              |
| Cittadella     | 15–0       | Potenza             |
| Matera         | 0–1        | Südtirol-Alto Adige |
| S.P.A.L.       | 1–0        | Rende               |
| Lecce          | 0–0(3-2 p) | Catanzaro           |
| Foggia         | 2–1(pro.)  | Lucchese            |
| Pavia          | 3–0        | Poggibonsi          |
| Pisa           | 4–0        | Sestri Levante      |
| Brescia        | 0–0(4-3 p) | Cremonese           |
| Casertana      | 1–0(pro.)  | Lecco               |
| Juve Stabia    | 2–0        | Melfi               |
| Alessandria    | 2–0        | Alto Vicentino      |
| Reggiana       | 3–0        | Delta Rovigo        |
| FeralpiSalò    | 5–1        | Fano                |
| Bassano Virtus | 2–1        | Pontedera           |
| Ascoli         | 1-2        | Cosenza             |
| Viterbese      | 0-2        | Ancona              |

### Segunda rodada
Os jogos foram disputados nos dias 8, 9 e 10 de agosto de 2015.
| Equipe 1        | Resultado  | Equipe 2            |
| --------------- | ---------- | ------------------- |
| Livorno         | 2–0(pro.)  | Ancona              |
| Spezia          | 1–0        | Brescia             |
| Avellino        | 3–0        | Casertana           |
| Bari            | 1–2        | Foggia              |
| Cagliari        | 5–0        | Virtus Entella      |
| Cesena          | 4–0        | Lecce               |
| Crotone         | 1–0        | FeralpiSalò         |
| Latina          | 1–4        | Pavia               |
| Modena          | 3–0        | Tuttocuoio          |
| Novara          | 5–0        | L'Aquila            |
| Perugia         | 3–1        | Reggiana            |
| Pescara         | 2–0        | Südtirol-Alto Adige |
| Pro Vercelli    | 1–2        | Alessandria         |
| Salernitana     | 1–0        | Pisa                |
| Teramo          | 0–2        | Cittadella          |
| Ternana         | 2–0        | Bassano Virtus      |
| Trapani         | 1–0        | Como                |
| Vicenza         | 1-1(4-2 p) | Cosenza             |
| Virtus Lanciano | 0-2        | Juve Stabia         |
| Catania         | 0-1        | S.P.A.L.            |

### Terceira rodada
Os jogos foram disputados nos dias 14, 15, 16 e 17 de agosto de 2015.
| Equipe 1      | Resultado  | Equipe 2    |
| ------------- | ---------- | ----------- |
| Crotone       | 1–0        | Ternana     |
| Bologna       | 0-1        | Pavia       |
| Empoli        | 0–1        | Vicenza     |
| Sassuolo      | 2–0        | Modena      |
| Trapani       | 1–1(2-4 p) | Cagliari    |
| Hellas Verona | 3–1        | Foggia      |
| Alessandria   | 1–0        | Juve Stabia |
| Atalanta      | 3–0        | Cittadella  |
| Frosinone     | 0–0(5-6 p) | Spezia      |
| Palermo       | 2–1        | Avellino    |
| Udinese       | 3–1        | Novara      |
| Carpi         | 2–0        | Livorno     |
| Torino        | 4–1        | Pescara     |
| Chievo        | 0–1(pro.)  | Salernitana |
| Milan         | 2–0        | Perugia     |
| Catania       | 1–4        | Cesena      |

### Quarta rodada
Os jogos ocorreram em 1 de dezembro de 2015.
| Equipe 1      | Resultado  | Equipe 2    |
| ------------- | ---------- | ----------- |
| Milan         | 3–1 (pro.) | Crotone     |
| Carpi         | 2–1        | Vicenza     |
| Palermo       | 2–3        | Alessandria |
| Hellas Verona | 1–0        | Pavia       |
| Udinese       | 3–1        | Atalanta    |
| Torino        | 4–1        | Cesena      |
| Sassuolo      | 0–1        | Cagliari    |
| Spezia        | 2–0        | Salernitana |

## Fase final

### Esquema
|  | Oitavas de final   | Oitavas de final |   |                | Quartas de final | Quartas de final |  |                 | Semifinais | Semifinais | Semifinais | Semifinais |  |                 | Final | Final |
|  |                    |                  |   |                |                  |                  |  |                 |            |            |            |            |  |                 |       |       |
|  | Lazio              | 2                |   |                |                  |                  |  |                 |            |            |            |            |  |                 |       |       |
|  | Udinese            | 1                |   |                |                  |                  |  |                 |            |            |            |            |  |                 |       |       |
|  | Udinese            | 1                |   | Lazio          | 0                |                  |  |                 |            |            |            |            |  |                 |       |       |
|  |                    |                  |   | Lazio          | 0                |                  |  |                 |            |            |            |            |  |                 |       |       |
|  |                    | Juventus         | 1 |                |                  |                  |  |                 |            |            |            |            |  |                 |       |       |
|  | Juventus           | Juventus         | 1 | 4              |                  |                  |  |                 |            |            |            |            |  |                 |       |       |
|  | Juventus           |                  |   | 4              |                  |                  |  |                 |            |            |            |            |  |                 |       |       |
|  | Torino             | 0                |   |                |                  |                  |  |                 |            |            |            |            |  |                 |       |       |
|  | Torino             | 0                |   |                |                  |                  |  | Juventus (pen.) | 3          | 0 (5)      | 3          |            |  |                 |       |       |
|  |                    |                  |   |                |                  |                  |  | Juventus (pen.) | 3          | 0 (5)      | 3          |            |  |                 |       |       |
|  |                    | Internazionale   | 0 | 3 (3)          | 3                |                  |  |                 |            |            |            |            |  |                 |       |       |
|  | Internazionale     | Internazionale   | 0 | 3 (3)          | 3                | 3                |  |                 |            |            |            |            |  |                 |       |       |
|  | Internazionale     |                  |   |                |                  | 3                |  |                 |            |            |            |            |  |                 |       |       |
|  | Cagliari           | 0                |   |                |                  |                  |  |                 |            |            |            |            |  |                 |       |       |
|  | Cagliari           | 0                |   | Internazionale | 2                |                  |  |                 |            |            |            |            |  |                 |       |       |
|  |                    |                  |   | Internazionale | 2                |                  |  |                 |            |            |            |            |  |                 |       |       |
|  |                    | Napoli           | 0 |                |                  |                  |  |                 |            |            |            |            |  |                 |       |       |
|  | Napoli             | Napoli           | 0 | 3              |                  |                  |  |                 |            |            |            |            |  |                 |       |       |
|  | Napoli             |                  |   | 3              |                  |                  |  |                 |            |            |            |            |  |                 |       |       |
|  | Hellas Verona      | 0                |   |                |                  |                  |  |                 |            |            |            |            |  |                 |       |       |
|  | Hellas Verona      | 0                |   |                |                  |                  |  |                 |            |            |            |            |  | Juventus (pro.) | 1     |       |
|  |                    |                  |   |                |                  |                  |  |                 |            |            |            |            |  | Juventus (pro.) | 1     |       |
|  |                    | Milan            | 0 |                |                  |                  |  |                 |            |            |            |            |  |                 |       |       |
|  | Roma               | Milan            | 0 | 0 (2)          |                  |                  |  |                 |            |            |            |            |  |                 |       |       |
|  | Roma               |                  |   | 0 (2)          |                  |                  |  |                 |            |            |            |            |  |                 |       |       |
|  | Spezia (pen.)      | 0 (4)            |   |                |                  |                  |  |                 |            |            |            |            |  |                 |       |       |
|  | Spezia (pen.)      | 0 (4)            |   | Spezia         | 1                |                  |  |                 |            |            |            |            |  |                 |       |       |
|  |                    |                  |   | Spezia         | 1                |                  |  |                 |            |            |            |            |  |                 |       |       |
|  |                    | Alessandria      | 2 |                |                  |                  |  |                 |            |            |            |            |  |                 |       |       |
|  | Genoa              | Alessandria      | 2 | 1              |                  |                  |  |                 |            |            |            |            |  |                 |       |       |
|  | Genoa              |                  |   | 1              |                  |                  |  |                 |            |            |            |            |  |                 |       |       |
|  | Alessandria (pro.) | 2                |   |                |                  |                  |  |                 |            |            |            |            |  |                 |       |       |
|  | Alessandria (pro.) | 2                |   |                |                  |                  |  | Alessandria     | 0          | 0          | 0          |            |  |                 |       |       |
|  |                    |                  |   |                |                  |                  |  | Alessandria     | 0          | 0          | 0          |            |  |                 |       |       |
|  |                    | Milan            | 1 | 5              | 6                |                  |  |                 |            |            |            |            |  |                 |       |       |
|  | Sampdoria          | Milan            | 1 | 5              | 6                | 0                |  |                 |            |            |            |            |  |                 |       |       |
|  | Sampdoria          |                  |   |                |                  | 0                |  |                 |            |            |            |            |  |                 |       |       |
|  | Milan              | 2                |   |                |                  |                  |  |                 |            |            |            |            |  |                 |       |       |
|  | Milan              | 2                |   | Milan          | 2                |                  |  |                 |            |            |            |            |  |                 |       |       |
|  |                    |                  |   | Milan          | 2                |                  |  |                 |            |            |            |            |  |                 |       |       |
|  |                    | Carpi            | 1 |                |                  |                  |  |                 |            |            |            |            |  |                 |       |       |
|  | Fiorentina         | Carpi            | 1 | 0              |                  |                  |  |                 |            |            |            |            |  |                 |       |       |
|  | Fiorentina         |                  |   | 0              |                  |                  |  |                 |            |            |            |            |  |                 |       |       |
|  | Carpi              | 1                |   |                |                  |                  |  |                 |            |            |            |            |  |                 |       |       |

### Oitavas de final
| 15 de dezembro de 2015 | Genoa         | 1 – 2     | Alessandria               | Estádio Luigi Ferraris, Gênova         |
| 19:15 (UTC+2)          | Pavoletti 90' | Relatório | Marras 46' · Bocalon 114' | Público: 6 973 Árbitro: ITA Luca Banti |

| 15 de dezembro de 2015 | Internazionale                                   | 3 – 0     | Cagliari | San Ciro, Milão                            |
| 21:00 (UTC+2)          | Rodrigo Palacio 24' · Brozović 71' · Perišić 81' | Relatório |          | Público: 17 102 Árbitro: ITA Carmine Russo |

| 16 de dezembro de 2015 | Roma | 0 – 0 (pro) | Spezia | Stadio Olimpico, Roma                      |
| 15:30 (UTC+2)          |      | Relatório   |        | Público: 7 167 Árbitro: ITA Marco Di Bello |

|                             |       | Penalidades                |  |
| Pjanić Džeko De Rossi Digne | 2 – 4 | Terzi Nenê Juande Acampora |  |

| 16 de dezembro de 2015 | Fiorentina | 0 – 1     | Carpi     | Estádio Artemio Franchi, Florença            |
| 16:30 (UTC+2)          |            | Relatório | Di Gaudio | Público: 8 257 Árbitro: ITA Andrea Gervasoni |

| 16 de dezembro de 2015 | Napoli                                      | 3 – 0     | Hellas Verona | Stadio San Paolo, Nápoles                       |
| 19:00 (UTC+2)          | El Kaddouri 4' · Mertens 12' · Callejón 75' | Relatório |               | Público: 7 221 Árbitro: ITA Massimiliano Irrati |

| 16 de dezembro de 2015 | Juventus                               | 4 – 0     | Torino | Stadio San Paolo, Nápoles                   |
| 19:00 (UTC+2)          | Zaza 28', 51' · Dybala 73' · Pogba 82' | Relatório |        | Público: 27 898 Árbitro: ITA Daniele Doveri |

| 17 de dezembro de 2015 | Lazio                   | 2 – 1     | Udinese  | Stadio Olimpico, Roma                      |
| 17:00 (UTC+2)          | Matri 70' · Cataldi 79' | Relatório | Kone 67' | Público: 1 970 Árbitro: ITA Antonio Damato |

| 17 de dezembro de 2015 | Sampdoria | 0 – 2     | Milan                          | Estádio Luigi Ferraris, Gênova             |
| 21:00 (UTC+2)          |           | Relatório | M'Baye Niang 50' · Bacca 90+3' | Público: 11 200 Árbitro: ITA Domenico Celi |

### Quartas de final
| 13 de janeiro de 2016 | Milan                        | 2 – 1     | Carpi       | Estádio Giuseppe Meazza, Milão                   |
| 20:45 (UTC+2)         | Bacca 14' · M'Baye Niang 29' | Relatório | Mancosu 50' | Público: 12 319 Árbitro: ITA Gianpaolo Calvarese |

| 18 de janeiro de 2016 | Spezia            | 1 – 2     | Alessandria      | Estádio Alberto Picco, La Spezia              |
| 20:45 (UTC+2)         | Calaiò 20' (pen.) | Relatório | Bocalon 83', 90' | Público: 9 108 Árbitro: ITA Paolo Tagliavento |

| 19 de janeiro de 2016 | Napoli | 0 – 2     | Internazionale             | Stadio San Paolo, Nápoles                 |
| 20:45 (UTC+2)         |        | Relatório | Jovetić 74' · Ljajić 90+2' | Público: 25 968 Árbitro: ITA Paolo Valeri |

| 20 de janeiro de 2016 | Lazio | 0 – 1     | Juventus         | Stadio Olimpico, Roma                       |
| 20:45 (UTC+2)         |       | Relatório | Lichtsteiner 66' | Público: 38 000 Árbitro: ITA Antonio Damato |

### Semifinais

#### Partidas de ida
| 26 de janeiro de 2016 | Alessandria | 0 – 1     | Milan                | Stadio Olimpico, Turim                           |
| 21:00 (UTC+2)         |             | Relatório | Balotelli 43' (pen.) | Público: 20 605 Árbitro: ITA Massimiliano Irrati |

| 27 de janeiro de 2016 | Juventus                                  | 3 – 0     | Internazionale | Juventus Stadium, Turim                        |
| 20:45 (UTC+2)         | Morata 36' (pen.), 63' · Paulo Dybala 84' | Relatório |                | Público: 35 513 Árbitro: ITA Paolo Tagliavento |

#### Partidas de volta
| 1 de março de 2016 | Milan                                               | 5 – 0     | Alessandria | Estádio Giuseppe Meazza, Milão           |
| 21:00 (UTC+2)      | Ménez 20', 39' · Romagnoli 24', 80' · Balotelli 89' | Relatório |             | Público: 28 202 Árbitro: ITA Marco Guida |

| 2 de março de 2016 | Internazionale                         | 3 – 0 (pro) | Juventus | Estádio Giuseppe Meazza, Milão                |
| 20:45 (UTC+2)      | Brozović 17', 82' (pen.) · Perišić 49' | Relatório   |          | Público: 29 357 Árbitro: ITA Andrea Gervasoni |

|                                 |       | Penalidades                        |  |
| Brozović Palacio Manaj Nagatomo | 3 – 5 | Barzagli Zaza Morata Pogba Bonucci |  |

### Final
| 21 de maio de 2016 | Milan | 0 – 1 (pro) | Juventus    | Stadio Olimpico, Roma                        |
| 20:45 (UTC+2)      |       | Relatório   | Morata 110' | Público: 67 123 Árbitro: ITA Gianluca Rocchi |

|                  |    |                        |      |      |
|                  |    |                        |      |      |
| GK               | 99 | Gianluigi Donnarumma   |      |      |
| RB               | 96 | Davide Calabria        |      |      |
| CB               | 17 | Cristián Zapata        | 50'  |      |
| CB               | 13 | Alessio Romagnoli      |      |      |
| LB               | 2  | Mattia De Sciglio      |      |      |
| DM               | 18 | Riccardo Montolivo (c) |      | 108' |
| CM               | 27 | Juraj Kucka            |      | 112' |
| CM               | 16 | Andrea Poli            |      | 84'  |
| RW               | 10 | Keisuke Honda          | 88'  |      |
| CF               | 70 | Carlos Bacca           |      |      |
| LW               | 28 | Giacomo Bonaventura    |      |      |
| Substitutos:     |    |                        |      |      |
| DF               | 4  | José Mauri             | 119' | 108' |
| FW               | 19 | M'Baye Niang           | 101' | 84'  |
| FW               | 45 | Mario Balotelli        |      | 112' |
| Treinador:       |    |                        |      |      |
| Cristian Brocchi |    |                        |      |      |

|                      |    |                       |        |      |
|                      |    |                       |        |      |
| GK                   | 25 | Neto                  |        |      |
| CB                   | 24 | Daniele Rugani        | 120+2' |      |
| CB                   | 15 | Andrea Barzagli       | 105'   |      |
| CB                   | 3  | Giorgio Chiellini (c) | 117'   |      |
| RWB                  | 26 | Stephan Lichtsteiner  |        | 75'  |
| CM                   | 18 | Mario Lemina          |        |      |
| CM                   | 11 | Hernanes              |        | 108' |
| CM                   | 10 | Paul Pogba            | 62'    |      |
| LWB                  | 33 | Patrice Evra          |        | 62'  |
| CF                   | 21 | Paulo Dybala          |        |      |
| CF                   | 17 | Mario Mandžukić       |        |      |
| Substitutos:         |    |                       |        |      |
| FW                   | 9  | Álvaro Morata         | 119'   | 108' |
| DF                   | 12 | Alex Sandro           |        | 62'  |
| FW                   | 16 | Juan Cuadrado         |        | 75'  |
| Treinador:           |    |                       |        |      |
| Massimiliano Allegri |    |                       |        |      |

## Premiação
| Coppa Italia de 2015-16 |
| ----------------------- |

| Campeão Coppa Italia de 2015–16 |
| ------------------------------- |
| Juventus (11º título)           |

## Estatísticas

### Artilharia
Atualizado 21 de maio de 2016
| Pos. | Jogador          | Equipe         | Gols |
| ---- | ---------------- | -------------- | ---- |
| 1    | Giulio Bizzotto  | Cittadella     | 5    |
| 2    | Pablo Granoche   | Modena         | 3    |
| 2    | Álvaro Morata    | Juventus       | 3    |
| 2    | Simone Guerra    | FeralpiSalò    | 3    |
| 2    | Riccardo Bocalon | Alessandria    | 3    |
| 2    | M'Baye Niang     | Milan          | 3    |
| 2    | Roberto Floriano | Foggia         | 3    |
| 2    | Massimo Loviso   | Alessandria    | 3    |
| 2    | Ryder Matos      | Carpi          | 3    |
| 2    | Marcelo Brozović | Internazionale | 3    |